# August Beine
August Otto Beine (* 1933 in Huckarde, heute Stadtbezirk von Dortmund) ist ein deutscher Arzt und Priester.

## Werdegang
Nach dem Abitur studierte er Medizin an der Universität Münster. 1961 legte er die ärztliche Prüfung ab und erwarb im Jahr darauf am Tropeninstitut Hamburg ein Diplom in Tropenmedizin. 1963 erhielt er die Approbation, 1964 promovierte er in Münster zum Dr. med. 
Er war als Stationsarzt in Oberhausen-Sterkrade und in Sendenhorst tätig. Im Oktober 1964 ging er als Lepraarzt nach Kerala (Indien). Für die Facharztausbildung für Orthopädie kehrte er im Dezember 1966 nach Deutschland zurück. Von Januar 1971 an war er Lepraarzt und orthopädischer Chirurg, später als Chefarzt am Sivananda Rehabilitation Home in Hyderabad. 1979 wurde er Mitglied des Säkularinstituts Opus Spiritus Sancti in Königstein-Mammolshain. Er gilt als einer der führenden Spezialisten für die Behandlung von leprabedingten Lähmungen, besonders auf dem Gebiet der Handchirurgie.
Im Herbst 1989 trat Beine in das Priesterseminar Paderborn ein und empfing 1992 im Hohen Dom zu Paderborn die Priesterweihe. Der Paderborner Erzbischof Degenhardt stellte ihn zur Fortsetzung seiner Tätigkeit im Leprakrankenhaus in Hyderabad frei. Seit seiner Pensionierung ist er dort weiterhin ehrenamtlich als Arzt und Seelsorger tätig.

## Ehrungen
- 1991: Verdienstkreuz am Bande der Bundesrepublik Deutschland
- 2012: Ernennung zum Päpstlichen Ehrenkaplan
- 2012: Verdienstkreuz 1. Klasse der Bundesrepublik Deutschland[1]